# Человек-невидимка (фильм, 1933)
«Человек-невидимка» (англ. The Invisible Man) — экранизация одноимённого произведения Герберта Джорджа Уэллса, осуществлённая режиссёром Джеймсом Уэйлом в 1933 году. Фильм входит в классическую серию фильмов ужасов студии Universal. Заглавную роль исполнил Клод Рейнс. В 2008 году фильм включён в Национальный реестр фильмов США, обладая культурной, исторической или эстетической значимостью.

## Сюжет
Холодным весенним вечером в гостиницу в деревушке Айпинг приходит странный человек, всё лицо которого забинтовано, а глаза скрывают большие чёрные очки. Он снимает здесь комнату и требует, чтобы его не беспокоили.
Кабинет доктора Крэнли. Доктор, его ассистент Кемп и дочь Флора обсуждают исчезновение другого ассистента — Джека Гриффина. Тем временем, в гостинице постоялец проводит сложный эксперимент и даже выгоняет из комнаты хозяйку. Раздражённая владелица гостиницы требует от мужа немедленно выставить странного обитателя на улицу. Однако при его попытке сделать это постоялец спускает хозяина заведения с лестницы. Тогда владельцы зовут сельского полицейского, который, взяв с собой несколько жителей деревни, поднимается наверх. Тогда постоялец открывает свою тайну — он снимает очки, бинты и одежду, под которыми нет ничего, и при этом он зловеще смеётся. Констебль пытается организовать задержание, но безуспешно. Будучи невидимым, постоялец устраивает в гостинице погром, после чего продолжает бесчинства уже на сельской улице.
Кренлей с Кемпом изучают лабораторию Гриффина. Там Крэнли находит, что Гриффин проводил опыты с моноканом — веществом, которое способно обесцвечивать материю и одновременно с этим вызывать безумие. Вечером Кемп сидит в своей комнате, когда неожиданно открывается дверь. По радио передают сообщение о беспорядках в Айпинге. В это время Гриффин обозначивает своё присутствие и начинает давать Кемпу указания. В случае неисполнения он угрожает расправой.
В гостинице шеф полиции пытается проводить расследование произошедшего. Он склонен к версии, что всё нарочно подстроено с целью привлечения внимания к гостинице, а многие очевидцы этих событий были пьяны. В это время Гриффин приезжает в деревню забрать оставшиеся там тетради с результатами его экспериментов. Услышав, как проводится расследование, невидимка выливает чернильницу на шефа полиции. В питейном зале гостиницы поднимается паника, а Гриффин совершает убийство инспектора. Полиция обращается за помощью к жителям и объявляет денежное вознаграждение за помощь в поимке невидимки. Находясь в ужасе от планов невидимки, Кемп звонит Крэнли. Так как тот не реагирует, Кемп звонит в полицию. Флора, подслушав телефонный разговор, едет к Кемпу. Крэнли не остаётся ничего другого, кроме как сопровождать дочь.
Флора пытается уговорить доктора вернуться к нормальной жизни, однако Гриффин, ослеплённый жаждой абсолютной власти, не слушает её. В это время дом окружает полиция. Невидимке приходится бежать, однако он обещает вернуться и расправиться с Кемпом.
Гриффин продолжает убийства, а вечером, с целью демонстрации своего могущества, устраивает крушение поезда. Сумма вознаграждения за поимку Гриффина растёт. Полиция пытается устроить засаду в полицейском участке, куда как приманку доставляют Кемпа. Последнего переодевают в полицейскую форму и вывозят за пределы участка. Однако Гриффин проследил за действиями полиции и незаметно проник в автомобиль Кемпа. Ровно в 22:00 невидимка убивает Кемпа, сбросив его машину с обрыва.
Гриффин останавливается на ночлег в копне соломы в сарае, где его обнаруживает фермер. В эту ночь начинается снегопад, и в это время фермер сообщает о странном обитателе его хутора. Полицейские, предварительно оцепив местность, поджигают сарай. Гриффин вынужден выйти наружу, однако на свежем снеге хорошо видны его следы. Полицейским удаётся тяжело ранить его. Доктор Крэнли и Флора приезжают в больницу к умирающему Гриффину, и  на глазах своей возлюбленной Джек умирает. По мере омертвения тканей его тела Гриффин становится видимым.

## В ролях
- Клод Рейнс — человек-невидимка (Джек Гриффин)
- Уильям Хэрриган — доктор Артур Кемп
- Глория Стюарт — Флора Крэнли
- Генри Треверс — доктор Крэнли
- Уна О'Коннор — Дженни Холл
- Форрестер Харви — Герберт Холл
- Холмс Херберт — шеф полиции
- Дадли Диггес — главный детектив
- Гарри Стаббс — инспектор Бёрд
- Дональд Стюарт — инспектор Лейн
- Уолтер Бреннан — велосипедист (в титрах не указан)

Роль человека-невидимки была предложена Борису Карлоффу, но он отказался от неё из-за неудовлетворительного гонорара.

## Награды
- 1934 — специальная рекомендация Венецианского кинофестиваля режиссёру Джеймсу Уэйлу
- 2008 — включение в Национальный реестр фильмов США

## Прокат в СССР
В 1935 году фильм был приобретен «Союзинторгкино» и дублирован Научно-исследовательским кинофотоинститутом (НИКФИ). Звук записан на аппарате КИНАП по системе инженера Шорина. Это первый опыт дублирования полнометражного фильма в СССР, работа заняла около года.

## Комментарии
1. ↑  В советском прокате фильм демонстрировался с 25 февраля 1935 года, дубляж — НИКФИ, 1935 г., р/у № 6731/35.